# Holoteleia nigriceps
Holoteleia nigriceps är en stekelart som först beskrevs av Jean-Jacques Kieffer 1908.  Holoteleia nigriceps ingår i släktet Holoteleia och familjen Scelionidae. Inga underarter finns listade i Catalogue of Life.